# Prvenstvo Anglije 1910
Prvenstvo Anglije 1910 v tenisu.

## Moški posamično
Anthony Wilding :  Arthur Gore, 6-4, 7-5, 4-6, 6-2

## Ženske posamično
Dorothea Lambert Chambers :  Dora Boothby 6-2, 6-2

## Moške dvojice
Josiah Ritchie /  Anthony Wilding :  Arthur Gore /  Herbert Roper Barrett, 6–1, 6–1, 6–2